# 불덕
불덕(弗德, ?~?)은 고구려의 관리이다.

## 생애
연개소문이 죽자 그의 아들들이 권력을 두고서 다투게 되었다. 그러다 장남 연남생은 국내성(國內城)으로 도망치며, 대형 관등의 그는 연남생의 명령으로 따라 당나라에 도움을 요청하기 위해 사신으로 파견되려 했지만 휘하세력의 반발로 인해 당나라에 가지 못하게 되었다.